# Dolichopeza sparsihirta
Dolichopeza sparsihirta är en tvåvingeart som beskrevs av Alexander 1943. Dolichopeza sparsihirta ingår i släktet Dolichopeza och familjen storharkrankar. Inga underarter finns listade i Catalogue of Life.